# ایوان سادرلند
 ایوان سادرلند (انگلیسی: Ivan Sutherland؛ زاده ۱۶ مهٔ ۱۹۳۸) یک دانشمند در زمینه علوم رایانه و پیشگام اینترنت است که به طور گسترده به عنوان پیشگام گرافیک رایانه شناخته می‌شود. وی اهل ایالات متحده آمریکا است. کارهای اولیه او در گرافیک رایانه و همکاری او در تدریس با دیوید سی. ایوانز در گرافیک رایانه در دانشگاه یوتا در دهه ۱۹۷۰ پیشگام بود. سادرلند، ایوانز و شاگردان آنها  چندین پایه گرافیک کامپیوتری مدرن را  در آن دوران توسعه دادند. 
سادرلند جایزه تورینگ را از انجمن ماشین‌های حسابگر در سال ۱۹۸۸ به خاطر اختراع اسکچ‌پد، یک سلف اولیه برای نوع رابط کاربر گرافیکی که در رایانه‌های شخصی همه و در همه جا استفاده می‌شود. او عضو آکادمی ملی مهندسی و همچنین آکادمی ملی علوم است. در سال ۲۰۱۲ جایزه کیوتو در فناوری پیشرفته را برای «دستاوردهای پیشگام در توسعه گرافیک کامپیوتری و رابط‌های تعاملی» دریافت کرد.